# Maria Clara Machado
Maria Clara Jacob Machado (Belo Horizonte, 3 de abril de 1921 — Rio de Janeiro, 30 de abril de 2001) foi uma atriz, escritora e dramaturga brasileira, autora de famosas peças infantis.
Fundadora do Teatro O Tablado, escola de teatro do Rio de Janeiro, que formou mais de cinco mil profissionais em artes cénicas no Brasil.

## Biografia
Nascida na capital de Minas Gerais, em 1921, era filha do escritor Aníbal Monteiro Machado e de Aracy Varela Jacob, que morreu quando Maria Clara estava por completar os nove anos de idade. Embora mineira, Maria Clara cresceu no Rio de Janeiro, onde passou a morar aos dois anos de idade. Sua família radicou-se em Ipanema, bairro em que a escritora viveu até sua morte, em 30 de abril de 2001, aos 80 anos de idade.
Desde seus tempos de criança, a casa onde vivia era um ponto de encontro de intelectuais, amigos de seu pai – nas palavras dela, "Um romântico comunista". Entre os grandes nomes que frequentavam as reuniões estavam Maria Helena Vieira da Silva, Vinicius de Moraes, Carlos Drummond de Andrade, Di Cavalcanti, Oswaldo Goeldi, Guignard, Portinari, Otto Lara Rezende, Rubem Braga, João Cabral de Melo Neto, Moacyr Scliar e Tônia Carrero. Também passaram por lá Albert Camus e Pablo Neruda. Toda essa atmosfera contribuiu para cercar Maria Clara de cultura desde cedo.
Em 1949, estudou teatro na escola parisiense Educação Pelo Jogo Dramático [Éducation Par le Jeu Dramatique] (EPJD), dirigida por Jean-Marie Conty.

### O Tablado
No ano de 1951 fundou O Tablado, uma das maiores escolas de teatro do Brasil. Inicialmente criado como uma companhia de teatro amador, com uma pequena estrutura utilizada para os ensaios, mais tarde se transformou em um centro de formação de grandes atores. Maria Clara gerenciou todas as aulas até sua morte em 2001.

## Participações em cinemas

Foto de Maria Clara Machado

Sua primeira grande peça, “O boi e o burro a caminho de Belém”, de 1953, era um auto de Natal que rendeu ótimas críticas. A peça foi originalmente escrita para teatro de bonecos, mas, no fim, acabou sendo montada com atores.
Foi em 1955 que surgiu o maior sucesso do Tablado e o texto mais montado de Maria Clara Machado: “Pluft, o fantasminha”. Essa peça, que conta com humor, poesia e diversas situações, possui apenas uma hora de duração, sendo considerada pela própria autora como sua obra mais completa.
Maria Clara Machado escreveu mais de vinte e cinco peças, entre as quais “O Cavalinho Azul”, “A Bruxinha que era Boa” e “A Menina e o Vento”.
Sua última obra é “Jonas e a baleia”, escrita no ano 2000, na qual Maria Clara reconta o episódio bíblico em parceria com Cacá Mourthé.

### Morte

Montagem da peça " A Bruxinha que Era Boa" no Tablado (1958)

Faleceu aos oitenta anos em razão do linfoma de Hodgkin, um tipo de câncer no sistema imunológico.

## Teatro

### Como escritora

#### Peças infantis
Considerada a maior autora de teatro infantil do país, Maria Clara Machado escreveu quase trinta peças infantis, livros para crianças e três peças para adultos (“As interferências”, “Os Embrulhos” e “Miss Brasil”).
- 1953 - O Boi e o Burro no Caminho de Belém
- 1954 - O Rapto das Cebolinhas
- 1955 - Pluft, o Fantasminha
- 1956 - O Chapeuzinho Vermelho
- 1957 - O Embarque de Noé
- 1958 - A Bruxinha Que Era Boa
- 1960 - O Cavalinho Azul
- 1961 - Maroquinhas Fru-Fru
- 1962 - A Gata Borralheira
- 1963 - A Menina e o Vento
- 1965 - A Volta do Camaleão Alface
- 1967 - O Diamante do Grão-Mogol
- 1968 - Maria Minhoca
- 1969 - Camaleão na Lua
- 1971 - Tribobó City
- 1976 - O Patinho Feio
- 1976 - Camaleão e as Batatas Mágicas
- 1979 - Quem Matou o Leão?
- 1980 - João e Maria
- 1981 - Os Cigarras e os Formigas
- 1984 - O Dragão Verde
- 1985 - Aprendiz de Feiticeiro
- 1987 - O Gato de Botas
- 1992 - Passo a Passo no Paço
- 1994 - A Coruja Sofia
- 1994 - Tudo Por um Fio
- 1996 - A Bela Adormecida
- 2000 - Jonas e a Baleia (C/ Cacá Mourthé)
- 2004 - O Alfaiate do Rei

##### Peças Adultas
- 1951- A Moça da Cidade
- 1963- Referência 345
- 1966- As Interferências
- 1970- Os Embrulhos
- 1970- Miss, Apesar de Tudo, Brasil
- 1972- Um Tango Argentino

## Como Diretora

### Teatro
- 1951 - O Pastelão e a Torta
- 1951 - A Moça e a Cidade
- 1952 - Sganarello
- 1953 - A Sapateira Prodigiosa
- 1953 - O Boi e o Burro no Caminho de Belém
- 1955 - Pluft, o Fantasminha
- 1956 - 'Chapeuzinho Vermelho
- 1956 - A Sombra do Desfiladeiro
- 1957 - O Embarque de Noé
- 1958 - O Matrimônio
- 1958 - O Rapto das Cebolinhas
- 1959 - Do Mundo Nada Se Leva
- 1960 - O Cavalinho Azul
- 1961 - Maroquinhas Fru-Fru
- 1962 - A Gata Borralheira
- 1962 - O Médico à Força
- 1963 - Barrabás
- 1963 - A Menina e o Vento
- 1964 - Sonho de uma Noite de Verão
- 1964 - Pluft, o Fantasminha
- 1965 - Arlequim, Servidor de Dois Patrões
- 1965 - A Volta de Camaleão Alface
- 1966 - As Interferências
- 1966 - O Cavalinho Azul
- 1967 - O Diamante do Grão-Mogol
- 1967 - As Aventuras de Pedro Trapaceiro
- 1967 - O Pastelão e a Torta
- 1968 - Maria Minhoca
- 1968 - Aprendiz de Feiticeiro
- 1969 - Pluft, o Fantasminha
- 1969 - Camaleão na Lua
- 1970 - Os Embrulhos
- 1970 - Maroquinhas Fru-Fru
- 1971 - O Boi e o Burro no Caminho de Belém
- 1971 - Tribobó City
- 1972 - Um Tango Argentino
- 1972 - A Menina e o Vento
- 1973 - O Embarque de Noé
- 1973 - O Boi e o Burro no Caminho de Belém
- 1974 - Vassa Geleznova
- 1974 - Pluft, o Fantasminha
- 1975 - O Dragão
- 1976 - O Patinho Feio
- 1976 - Camaleão e as Batatas Mágicas
- 1977 - Pluft, o Fantasminha
- 1978 - Quem Matou o Leão?
- 1979 - O Cavalinho Azul
- 1980 - João e Maria
- 1980 - Platonov
- 1981 - Os Cigarras e Os Formigas
- 1982 - O Rapto das Cebolinhas
- 1983 - Chapeuzinho Vermelho
- 1984 - O Dragão Verde
- 1985 - Aprendiz de Feiticeiro
- 1985 - Pluft, o Fantasminha
- 1986 - O Boi e o Burro no Caminho de Belém
- 1987 - O Gato de Botas
- 1988 - Tribobó City
- 1990 - O Cavalinho Azul
- 1991 - O Boi e o Burro no Caminho de Belém
- 1992 - O Rapto das Cebolinhas
- 1992 - O Boi e o Burro no Caminho de Belém
- 1993 - O Diamante do Grão-Mogol
- 1995 - Pluft, o Fantasminha
- 1997 - O Gato de Botas

- Dados do Site Itaú Cultural [1]

## Como atriz

### Teatro
- 1949 - A Farsa do Advogado Pathelin
- 1951 - A Moça e a Cidade
- 1951 - O Moço Bom e Obediente (Nô Japonês)
- 1952 - Sganarello
- 1953 - A Sapateira Prodigiosa
- 1954 - Nossa Cidade
- 1955 - Diálogo das Carmelitas
- 1955 - Tio Vânia
- 1957 - O Tempo e os Conways
- 1959 - Do Mundo Nada Se Leva
- 1959 - Living-room
- 1960 - Dona Rosita, a Solteira
- 1961 - O Mal Entendido
- 1981 - Ensina-me a Viver
- 1985 - Este Mundo É um Hospício [1]

### Cinema
| Ano  | Título           | Papel         |
| ---- | ---------------- | ------------- |
| 1951 | Ângela           | Zefa          |
| 1972 | Teatro O Tablado | Ela mesma     |
| 1984 | O Cavalinho Azul | Velha que Viu |

## Televisão

### Autora
| Ano     | Título                   | Função                | Notas                             |
| ------- | ------------------------ | --------------------- | --------------------------------- |
| 2023    | Pluft, o Fantasminha     | Autora Texto original | Minissérie                        |
| 1999    | Teatro Rá-Tim-Bum        | Autora                | Episódio: " Pluft, o fantasminha" |
| 1978    | Sítio do Picapau Amarelo | Autora                | Episódio: "A Raíz Milagrosa"      |
| 1975    | Pluft, o Fantasminha     | Autora Texto original |                                   |
| 1972    | A Patota                 | Autora                |                                   |
| 1956-59 | Teatrinho Trol           | Autora                | diversos episódios                |

## Adaptações para o cinema
| Ano  | Título               | Função                | Notas                                |
| ---- | -------------------- | --------------------- | ------------------------------------ |
| 1962 | Pluft, o Fantasminha | Redatora              |                                      |
| 1970 | A Dança das Bruxas   | Redatora              | Baseado em " A Bruxinha que era Boa" |
| 1984 | O Cavalinho Azul     | Redatora              |                                      |
| 2023 | Pluft, o Fantasminha | Autora Texto original | Baseado na peça original homônia     |

## Prêmios
Associação de Críticos Teatrais
- 1955 - Melhor Espetáculo - Pluft, o Fantasminha [7]
- 1955 - Melhor Autor Nacional - Pluft, o Fantasminha

Festival Nacional de Teatro Infantil - RJ
- 1958 - Prêmio “hors concours”- A Bruxinha Que Era Boa
- 1970 - Tablado ganha o primeiro lugar- Maroquinhas Fru-Fru

Prêmio na IV Bienal de São Paulo
- 1963 - A Menina e o Vento

Prêmio Paulo Pontes (Funarj)
- 1980 - Uma das sete personalidades mais atuantes no teatro em 1980.

Prêmio Molière
- 1980 - 30 anos do Tablado

Prêmio Mambembe
- 1984 - Como melhor autora de texto para teatro infantil- O Dragão Verde
- 1985 - Melhor Autor de Peça Nacional (Indicada)
- 1987 - Melhor Espetáculo - O Gato de Botas
- 1996 - Grupo, Movimento ou Personalidade - A Bela Adormecida

Prêmio Ministério de Educação e Cultura e Inacen
- 1985 - Cinco melhores espetáculos do ano - O Dragão Verde
- 1985 - Um dos melhores espetáculos apresentados no ano - Pluft, o Fantasminha

Prêmio Coca-Cola
- 1988 - Categoria Hors Concours
- 1993 - Categoria Hors Concours - O Diamante do Grão-Mogol
- 1994 - Melhor Espetáculo - A Coruja Sofia

Prêmio Machado de Assis Academia Brasileira de Letras (ABL)
- 1991 - Conjunto de sua obra.